# ایوو هویبرگر
ایوو هویبرگر (آلمانی: Ivo Heuberger؛ زادهٔ ۱۹ فوریهٔ ۱۹۷۶) یک تنیس‌باز اهل سوئیس است.